# Vårtsporig brandskål
Vårtsporig brandskål (Peziza subviolacea) är en svampart som beskrevs av Svrcek 1977. Vårtsporig brandskål ingår i släktet Peziza och familjen Pezizaceae.  Arten är reproducerande i Sverige. Inga underarter finns listade i Catalogue of Life.